# 20B
"20B"는 대한민국의 가수 변진섭의 아홉번째 정규 음반이다. 수록곡 '내 안의 그대'의 뮤직비디오에 홍콩영화 '성월동화'를 삽입하여 화제가 되기도 하였다.

## 수록곡
| #   | 제목                                 | 작사            | 작곡            | 편곡      | 재생 시간 |
| --- | ------------------------------------ | --------------- | --------------- | --------- | --------- |
| 1.  | 〈다시 돌아온 너에게〉               | 김기호          | 남윤정          | 변진섭    | 4:48      |
| 2.  | 〈내 안의 그대〉                     | 민지영          | 이현정          | 곽영준    | 4:42      |
| 3.  | 〈믿음〉                             | 김민수 (MJ BOX) | 김민수 (MJ BOX) | 김기호    | 4:15      |
| 4.  | 〈나의 사랑〉                        | 민지영          | 변진섭          | 김기호    | 3:48      |
| 5.  | 〈깊은 사랑〉                        | 이유희          | 이유희          | Tom Jerry | 4:29      |
| 6.  | 〈마지막 편지〉                      | 김기호          | 변진섭          | 김기호    | 4:23      |
| 7.  | 〈그리움에 날리우고〉                | 변진섭          | 변진섭          | 김기호    | 4:23      |
| 8.  | 〈그 사람〉 (REMAKE)                 | 최병걸          | 최병걸          | 김기호    | 3:48      |
| 9.  | 〈노을 무렵〉                        | 이유희          | 오장훈          | Tom Jerry | 4:15      |
| 10. | 〈Good Bye〉                         | 변진섭          | 변진섭          | 김기호    | 4:34      |
| 11. | 〈12월 10일〉                        | 변진섭          | 변진섭          | 변진섭    | 2:36      |
| 12. | 〈그 사람〉 (REMAKE - DANCE VERSION) | 최병걸          | 최병걸          | 김기호    | 3:07      |

## CREDIT
- 제작 총괄 : H.K MUSIC
- 프로듀서 : 강기호
- 레코딩 & 믹싱 스튜디오 : Plus Music (for I.L.S)
- 레코딩 & 믹싱 엔지니어 : 김용식, 홍철의
- 어시스트 엔지니어 : 강성운
- 마스터링 스튜디오 : 웨이브 스테이션
- 마스터링 엔지니어 : 정도원
- 기타 : 함춘호, 성진, 윤영준, Tommy Kim
- 베이스 기타 : 오장훈
- 드럼 : 강수호, 임길상
- 피아노 : 김기호, 이박, 이유희, 이현정
- 오보에 : 김진욱
- 타악기 : 권우근
- 바이올린 : 이수경, 김혜균, 김나경
- 첼로 : 김지연
- 사진 : 지영빈
- 디자인 : [O-TRANS]
- 메이크업 아티스트 : 이혜은
- 매니지먼트 : 송승철